# 스피리추얼라이즈드

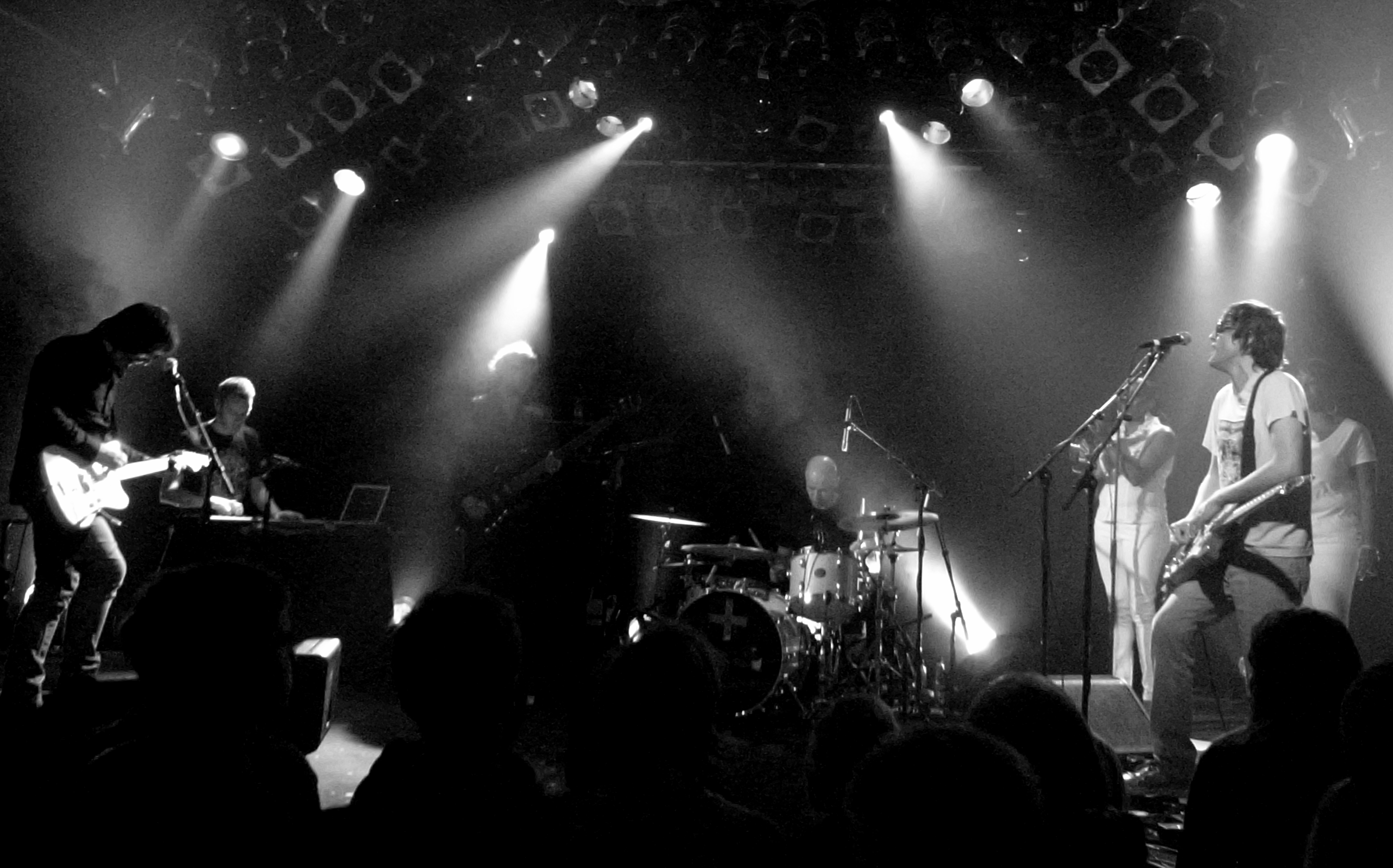

스리피추얼라이즈드(Spiritualized)는 영국의 스페이스 록 밴드로, 1990년대에 워릭셔주의 럭비에서 제이슨 피어스에 의해 결성되었다.